# 黒田玲兎
黒田 玲兎（くろだ れいと、1986年12月24日 - ）は、日本のシンガーソングライター、ピアニスト、キーボーディスト。早稲田大学第一文学部中退。

## 来歴
4歳よりクラシックピアノを始める。絶対音感あり。7歳のときに、ヤマハ ジュニア専門コースの特別クラスに進む。作曲を大久保剛に、ピアノを笹由佳に師事。10歳よりドラムを始める。
高校で演劇部に入部。2年時には部長を務め、その年のコンクールでは、地区大会で賞を総ナメにする。府大会でも部門賞を受賞。上京するために早稲田大学へ入学。主に俳優として、小劇場で活動。ユニット旗揚げや、主宰も経験。ドラムサポートでいくつかのバンドにも参加。同大学を中退し、音楽学校に特待生で入学。音楽理論などを学び直すと共に、DTM、DAW、編曲を学ぶ。卒業後、ライブを中心にソロ活動を始める。また、Live Bar「CandyHouse」にて、ピアニストとして働き始める。洋邦のポップスの歌伴を中心に演奏する 。その後店長を務める。同店在職中より、再修行したい気持ちが強くなり、ジャズピアノを羽仁知治、ボイストレーニングを笠木新一（元劇団四季）に師事。
2012年10月、FM802主催『MINAMI WHEEL 2012』、3日目に出演。
2013年6月、ワンマンライブ「関西風うさぎは新宿色の夢を見る」＠真昼の月 夜の太陽 開催。
2014年11月、サポートキーボーディストとしてバンド「poolproof」で島村楽器HOTLINE 2014 JAPAN FINALに出場。

## 主なサポートアーティスト・バンドなど
- LIVE、レコーディング
  - poolploof
  - 赤毛のロップイヤーズ
  - 神保仁美
- LIVE
  - 輝世と小粋なCo-stars.
  - わたぐも
  - 航海
  - 森島ヒロコ
  - 岡庭優子
- レコーディング
  - 愛乙女★DOLL
  - WingSwings

## 舞台音楽監督作品
- 劇団フーハ（ダイキン ソリューションプラザ フーハ東京）
  - 「北風と太陽」(2012年7月)
  - 「歌う!?ブラックサンタ」(2012年12月)
- LIPS*S「夜明けのスピカ」(2013年3月、初台DOORS)

## テレビ出演
- 2009年4月　TBS『あらびき団』 バンド「りかこチンタービレ」として

## タイアップ楽曲
- CityFMさいたま「御戯れ」テーマソング
- WANT」(2012年7月〜)
- 今は、まだ上」(2013年3月〜)
- 「キャンディ【K】」(2013年7月〜)
- 「あれあの花を見てお心をお和らぎやと言う」(2014年4月〜)

## 主な出演劇団、ユニットなど
- LIPS*S
- ochazukewomens